# Ritsu Tainaka
Ritsu Tainaka (田井中 律?, Tainaka Ritsu) è una delle protagoniste, componenti del gruppo Ho-kago Tea Time, della serie manga e anime K-On!. Il cognome del personaggio è ispirato a quello del musicista Sadatoshi Tainaka.

## Il personaggio
Ritsu (o Ricchan, come soprannominata da Yui) è la autoproclamata presidente del club di musica leggera, ed il suo strumento è una batteria Yamaha Hipgig Drumset di colore giallo, autografata da Rick Marotta, con un Tom-tom aggiuntivo (soltanto nella sigla di apertura) combinato con un set di piatti della Avedis Zildjian, benché nella sigla di chiusura Ritsu è mostrata con una batteria Yamaha Absolute Series drumkit di colore bianco. Ritsu è dotata di una personalità ambigua ma vivace, più o meno come Yui, ma spesso ha difficoltà nel ricordare importanti attività del club ed avvisi, e viene per tale motivo continuamente ripresa da Mio, ed in una occasione da Nodoka, che la rimprovera per aver dimenticato di inviare un importante modulo relativo al club. Ritsu è di carattere allegro, ama fare scherzi ed è sarcastica e un po' maliziosa per la maggior parte del tempo. È eccellente nel formulare idee che possano portare guadagni al club. Ritsu è alta 1,54 m, pesa 48 kg, ha come gruppo sanguigno il B, ha capelli castani lunghi sino alle spalle, con la frangetta tirata indietro con un cerchietto giallo ed ha gli occhi nocciola. Rispetto alle sue compagne, indossa quasi sempre la giacca della divisa aperta e la camicia al di fuori della gonna. Lei stessa ha dichiarato di aver scelto di suonare la batteria perché era "fico", benché uno dei reali motivi della scelta sta nella sua difficoltà nel suonare strumenti che prevedano complicati intrecci della dita come il basso, la chitarra o la tastiera.
Ritsu è amica d'infanzia di Mio e per tale motivo la conosce così approfonditamente da essere a conoscenza di ogni debolezza dell'amica e sfruttarle per metterla in difficoltà o per scherzo. Ritsu è anche conosciuta per la facilità con cui si dimostra gelosa di tutte le altre amicizie scolastiche di Mio, al punto di arrivare a spiarla quando non è in sua compagnia. Ritsu è uno dei membri più devoti del club di musica leggera e si dimostra pronta a tutto per il bene delle attività del club. A dispetto dei suoi modi da maschiaccio e del suo linguaggio ruvido, viene scelta per interpretare il ruolo di Giulietta dalla maggioranza delle sue compagne di classe nella rappresentazione scolastica di Romeo e Giulietta di fine anno scolastico, ed alla fine Ritsu riesce a comportarsi come una ragazza educata. Nell'anime, Ritsu dichiara che il suo batterista preferito è Keith Moon degli Who. Un'altra sua inaspettata abilità è la cucina. Ritsu ha un fratello più piccolo che si chiama Satoshi (聡?).